# Rhodopechys sanguineus
El camachuelo alirrojo (Rhodopechys sanguineus) es una especie de ave paseriforme de la familia Fringillidae propia de Oriente medio. Anteriormente se incluía en esta especie al camachuelo del Atlas (Rhodopechys alienus), pero en la actualidad se consideran especies separadas.

## Descripción

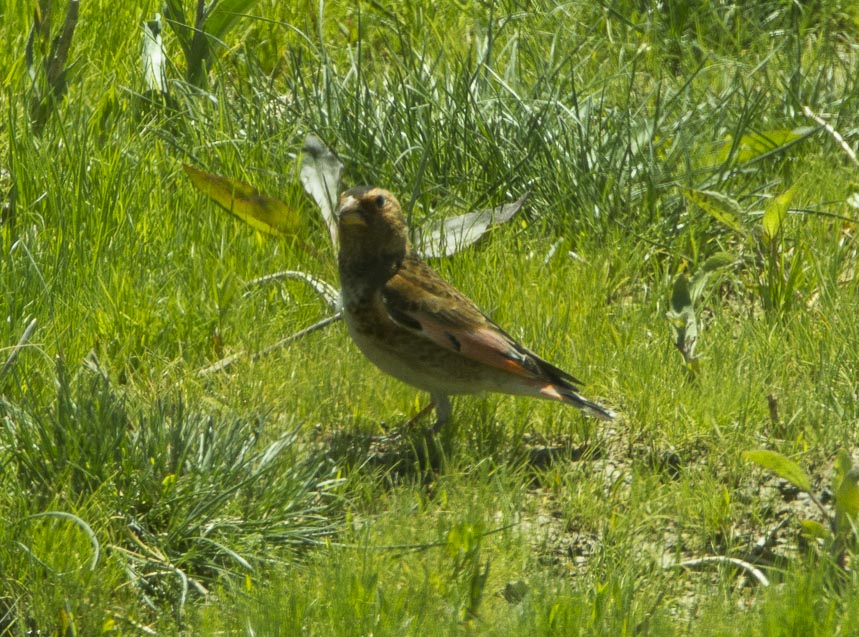
Ejemplar en Kazajistán.

Es un pájaro rechoncho que mide unos 13 cm de largo, con una envergadura alar de 32 cm. Su plumaje es principalmente de tonos pardos claros, con el vientre blanquecino. Presenta el píleo negro y un patrón con plumas rosadas en alas y cola. Su pico amarillento es corto y robusto. Las hembras son de tonos ligeramente más apagados. 

## Distribución y hábitat
Se encuentra en Asia suroccidental, desde Turquía hasta el noreste de Pakistán. Esta especie vive en las laderas de montañas rocosas, con frecuencia a gran altura. Suelen encontrarse en páramos con poca vegetación.

## Comportamiento
Se alimenta de semillas, y durante el invierno desciende en bandadas a los campos de cultivo en busca de alimento. Puede anidar entre las grietas de las rocas. Las hembras ponen entre 4 y 5 huevos de color azul ligeramente moteadas.